# Francisco González Lodeiro
Francisco González Lodeiro (Madrid, España, 1949) es un geólogo español. Fue rector de la Universidad de Granada desde diciembre de 2007 hasta mayo de 2015. Desde el 15 de marzo de 2017 hasta 2019 fue director del Instituto Geológico y Minero de España (IGME). Actualmente es profesor emérito del Departamento de Geodinámica de la Universidad de Granada.
Estudió geología en las universidades Complutense de Madrid y de Montpellier. Doctor en Geología por la Universidad de Salamanca en 1981 y catedrático de universidad desde 1996. Desde 1981 es profesor de la Universidad de Granada en las licenciaturas en Geología y Ciencias Ambientales.
Cuenta con una amplia experiencia en docencia e investigación, además de una importante actividad en la gestión universitaria, habiendo sido director del Departamento de Geodinámica, delegado del rector para la implantación de las enseñanzas propias, vicerrector de Planificación Docente, y vicerrector de Investigación y Relaciones Internacionales.